# Ясна Поляна (Вознесенський район)
Ясна Поля́на — село в Україні, у Братській селищній громаді Вознесенського району Миколаївської області. Населення становить 100 осіб.

## Історія
Засноване у 1922 році переселенцями з села Бабичі Черкаського повіту Київської губернії (нині Канівська міська громада Черкаського району Черкаської області).
До 2020 року орган місцевого самоврядування — Шевченківська сільська рада.

## Населення
Згідно з переписом УРСР 1989 року чисельність наявного населення села становила 157 осіб, з яких 75 чоловіків та 82 жінки.
За переписом населення України 2001 року в селі мешкало 139 осіб.

### Мова
Розподіл населення за рідною мовою за даними перепису 2001 року:
| Мова       | Відсоток |
| ---------- | -------- |
| українська | 78,10 %  |
| молдовська | 15,33 %  |
| російська  | 3,65 %   |
| румунська  | 2,92 %   |